# TeNYニュースプラス1
『TeNYニュースプラス1』（テニィ ニュースプラスワン）とは、1988年4月4日から2006年4月1日までテレビ新潟で放送された夕方のニュース番組である（『NNNニュースプラス1』の新潟県ローカルパート）。1988年4月4日に『TNNニュースプラス1』（ティーエヌエヌ ニュースプラスワン）としてスタートした後に改題された。

## 概要
平日版は1995年9月29日放送分をもって終了し、同年10月2日以降は『新潟一番NEWS』として放送されていたが、『夕方ワイド新潟一番』が休止になった場合でも引き続き『TNNニュースプラス1』（→『TeNYニュースプラス1』）として放送された。
1996年度からは新たに日曜版が設置され、以来土曜版は『TNNニュースプラス1サタデー』（→『TeNYニュースプラス1サタデー』）、日曜版は『TNNニュースプラス1サンデー』（→『TeNYニュースプラス1サンデー』）と題して放送された。

## キャスター
- 駒形正明（『にいがたNOW』から続投）

## 放送時間
いずれもJST。

### 平日版
- 平日 18:00 - 18:55 （1988年4月4日 - 1995年3月31日）
- 平日 18:00 - 19:00 （1995年4月3日 - 1995年9月29日）

### 土曜版
- 土曜 18:30 - 18:55 （1988年4月9日 - 1989年9月30日）
- 土曜 18:00 - 18:25 （1989年10月7日 - 1996年3月30日）
- 土曜 18:00 - 18:30 （1996年4月6日 - 2006年4月1日）

### 日曜版
- 日曜 18:00 - 18:30 （1996年4月7日 - 2000年9月24日）